# Gerrit van Delden
Gerrit van Delden (* 16. Januar 1842 in Nordhorn; † 1. Januar 1925 in Gronau) war ein deutscher Chemiker und Textilindustrieller.

## Leben
Gerrit van Delden wurde als Sohn der Eheleute Jan van Delden und Maria Elisabeth Sluyter geboren und studierte an der Polytechnischen Schule Hannover Chemie und wurde dort 1863 Mitglied des Corps Teutonia Hannover. Jahrzehnte später erhielt er auch das Band des Corps Saxonia. Nach Abschluss des Studiums leitete er zunächst die Färberei in der Baumwollspinnerei und Weberei seines Bruders, der Firma Mattheus van Delden & Co.
1875 gründete van Delden in Gronau sein eigenes Textilunternehmen, die Baumwollspinnerei Gerrit van Delden & Compagnie. 1883 gründete er mit seinem Bruder Matthieu und seinen Neffen Jan und Ysaak in Ahaus die Westfälische Jutespinnerei Ahaus, die zur größten Jutefabrik Europas aufstieg und 1887 als Textilwerke Ahaus AG durch die Baumwollspinnerei Gronau (zur Delden-Gruppe gehörend) übernommen wurde.
1884 erweiterte er das Gronauer Unternehmen um eine Zwirnerei. Trotz unternehmerischer Rückschläge – 1878 und 1891 brannte sein Stammwerk in Gronau vollständig ab – konnte er das Unternehmen stetig ausbauen, das seit der Wende vom 19. zum 20. Jahrhundert zu den größten Spinnereien Deutschlands gehörte. Nach der Errichtung einer Feinspinnerei war Gerrit van Delden & Co. eine der größten Spinnereien Europas. Ab 1903 bzw. 1907 nahm er seine Söhne Hendrik und Mathieu als Teilhaber in das Unternehmen auf. Hendrik van Delden wurde 1938 Präsident des Weltbaumwollspinnerverbandes.
1975, im Jahr des 100-jährigen Bestehens, erzielte das Unternehmen einen Jahresumsatz von 690 Millionen DM und hatte 7000 Beschäftigte. Der Strukturwandel in der Wirtschaft machte auch vor der Delden-Gruppe nicht halt. So gingen 1982 alle Betriebe in die Insolvenz.

## Auszeichnungen
- Gerrit van Delden trug den Ehrentitel Kommerzienrat